# Józef Antoni Poniatowski
Józef Antoni kníže Poniatowski (7. května 1763 ve Vídni – 19. října 1813 u Lipska) byl polský šlechtic, generál a ministr. Dosáhl hodnosti maršála Francie.

## Původ

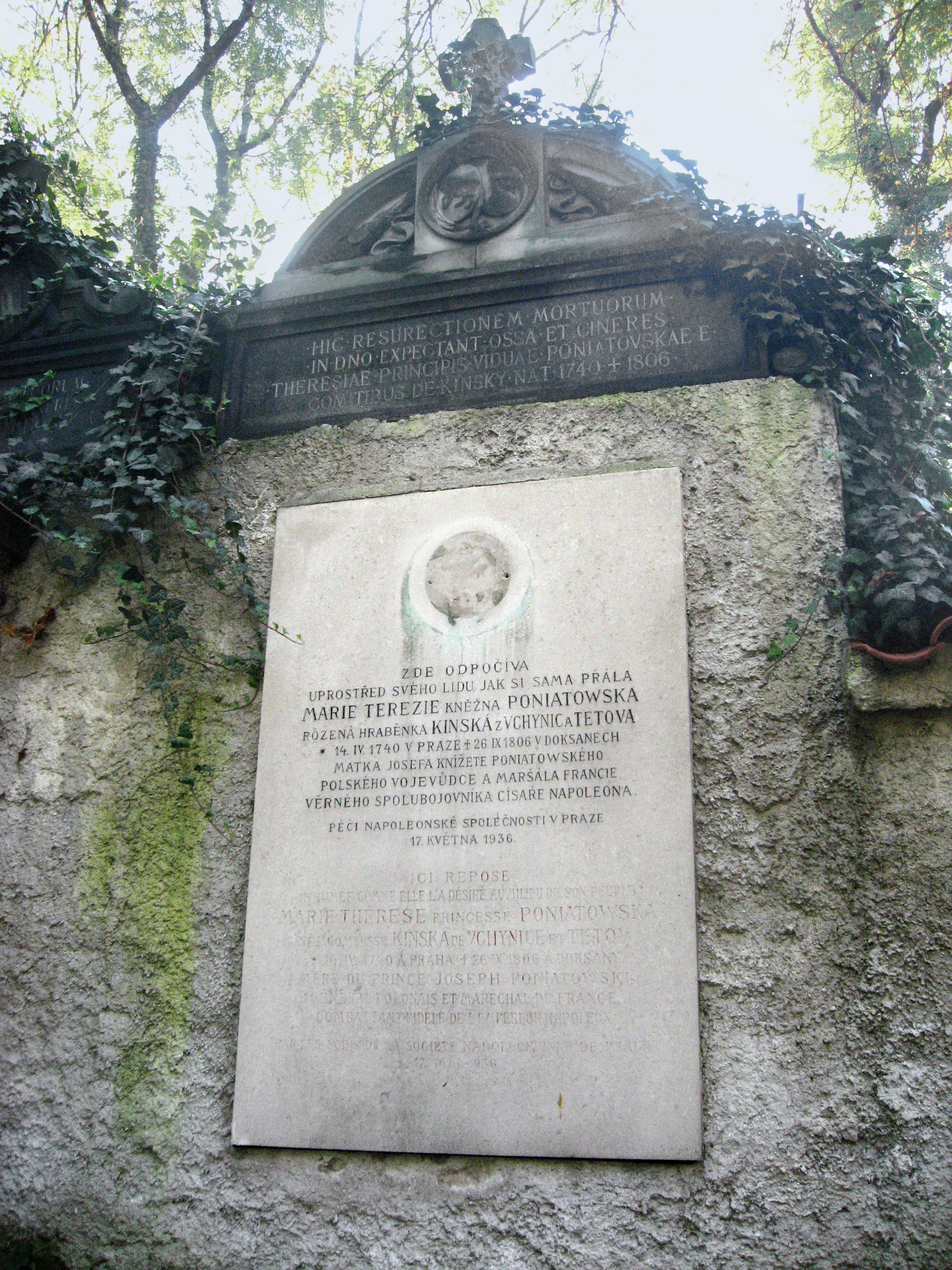
Hrob Poniatowského matky na Olšanských hřbitovech v Praze

Poniatowski byl synem Andrzeje Poniatowského a jeho české manželky Terezy hraběnky Kinské z Vchynic a Tetova a pocházel z poměrně starého rodu (první zmínka 1522). Rod byl celkem málo známý a mezi přední rody polského království se zařadil až zásluhou švédského krále Karla XII. (1682–1718, panoval 1697–1718), který si oblíbil Jozefova děda, pozdějšího vojvodu Stanislawa Poniatowského, jenž se zasloužil v diplomatických službách o švédský stát. Jozefovu otci se podařilo získat vedle polského knížecího titulu i titul německého říšského knížete. Jozefův strýc Stanislav August byl posledním králem nezávislého Polska. Nemohl zabránit dělení Polska a roku 1795 abdikoval, ale při korunovaci přes odpor sejmu povýšil své tři bratry do knížecího stavu. Jelikož Poniatowského matka byla sestrou matky knížete Karla Schwarzenberga, byl Jozef jeho pravým bratrancem.

## Mládí a válka proti Turecku
Józefův otec byl generálem v rakouských službách, ale zemřel již, když bylo synovi 10 let. Proto jeho královský strýc převedl do jeho majetku několik rozsáhlých statků s panstvími, aby synovce zajistil finančně a současně převzal výchovu Jozefa. Roku 1779 jej strýc povolal do Varšavy, aby se důvěrně seznámil s dvorským životem. O rok později (7. února 1780) vstoupil Poniatowski do rakouské armády, kde se již roku 1784 stal majorem. Téhož roku byl převelen do Lvova, kde v divizi hulánů velel polským vojákům. 1785 byl povýšen do hodnosti podplukovníka a sloužil v pluku lehké jízdy císařské gardy a zde uzavřel pevné přátelství s pozdějším rakouským generálem Mackem. V lednu 1788 s císařem Josefem II., přijeli do Pešti v rámci přípravy k válce proti Turecku a v dubnu téhož roku byl při účasti na dobytí pevnosti Šabac (poblíž Bělehradu) těžce raněn na stehně.

## V polské armádě, Květnová ústava a rusko-polská válka roku 1792
Když 19. května 1792 vtrhla ruská vojska do Polska znamenalo to vypuknutí rusko-polské války. Důvodem byla především snaha Ruska o zrušení polských reforem, především pak odvolání květnové ústavy. Kníže Poniatowski byl jmenován vrchním velitelem polských vojsk. Podařilo se mu zvítězit v bitvě u Zielence v dnešní Ukrajině (18. června 1792) a stal se zakladatelem slavného vojenského řádu „Virtuti Militari“. Jako jediný v 18. století pak obdržel komturský kříž tohoto řádu.

## Kościuszkovo povstání a návrat k soukromému životu
Po prohrané válce a následujícím Druhém dělení Polska roku 1793 odešel kníže Jozef do emigrace (Vídeň a poté Brusel), ale roku 1794 se vrátil do Polska, aby se účastnil povstání celého národa pod velením generála Tadeusze Kosciuszka a podílel se na bojích kolem Varšavy. Po porážce následovalo Třetí dělení Polska, které ukončilo existenci polského státu (1795). Když poslední polský král a strýc knížete Jozefa Stanislav II. August v Rusku roku 1798 zemřel, odjel kníže do Sankt-Petěrburgu a byl přijat carem Pavlem I. Roku 1802 odjel Poniatowski do Berlína, aby za pomoci svého přítele knížete Radzwilla upravil své vztahy s berlínským dvorem, následkem čehož mu byla větší část jeho zabavených statků, nacházejících se po zániku Polska v Prusku, vrácena. Současně byl jmenován králem Fridrichem Vilémem III. rytířem Řádu černé orlice a Řádu červené orlice.

## Velkovévodství varšavské a rakousko-polská válka roku 1809

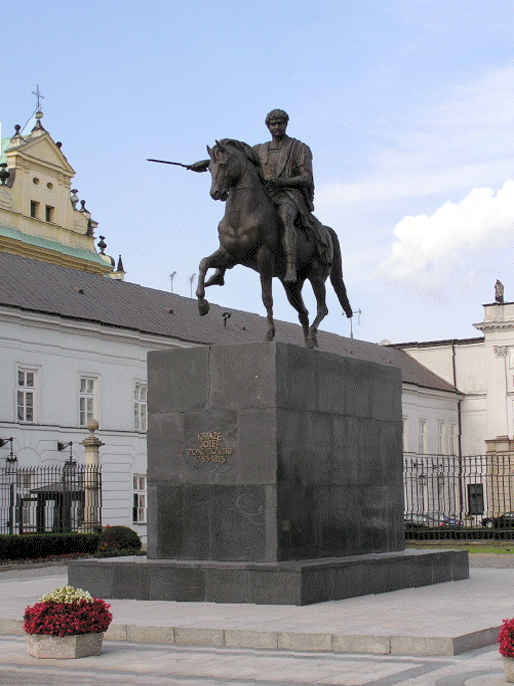
Socha ve Varšavě

Po porážce Pruska Napoleonem v letech 1806–1807 byl Poniatowski jmenován ministrem války nově vzniklého Velkovévodství varšavského a vybudoval armádu o 40 000 mužích. Velkovévodství varšavské vzniklo po uzavření Tylžského míru (7. července 1807) a formálně bylo autonomní součástí Saska. Skutečnou výkonnou moc měl však Napoleon a jeho vybraní maršálové (Louis Berthier). Poniatowski byl vrchním velitelem armády i ve válce proti Rakousku roku 1809. Tehdy soustředil kníže Jozef sbor o 15 000 mužích před Varšavou, a svedl s Rakušany, kteří početně převyšovali Poláky asi dvojnásobně, vyrovnanou bitvu u Raszynu a v důsledku příměří uzavřeného s arcivévodou Ferdinandem, musel vyklidit pravý břeh Visly. Po vypršení příměří provedl úspěšné tažení do Haliče a na jeho výzvu vzplanulo povstání celé této země. Rakušané tím byli přinuceni 2. června 1809 vyklidit Varšavu. Kníže spoléhal na pomoc Rusů, kteří byli tehdy spojenci Francie a tedy i Poniatowského, ale ti jej nechali zcela na holičkách. Jednání Poniatowského s nimi ztroskotalo. Po vítězství Napoleona u Wagramu (5. a 6. července 1809) se však změnila situace a kníže Poniatowski mohl v čele svých jednotek vtáhnout do Krakova (16. července 1809). Varšavské velkovévodství rozšířilo své území o značný díl Haliče. Napoleon knížeti Jozefovi věnoval zlatou šavli a jmenoval jej velkodůstojníkem Řádu čestné legie.

## Velká armáda a ruské tažení 1812
V lednu 1810 se vrátil Poniatowski zpět do Varšavy a v únoru 1810 odjel do Drážďan, kde projednal se saským králem Fridrichem Augustem I. organizační změny v armádě. Král pak navštívil Krakov a Varšavu v doprovodu knížete Jozefa. V březnu 1812 byl maršálem Louisem Berthierem vytvořen ze tří polských divizí V. sbor Velké armády, jehož velení převzal v červnu 1812 Poniatowski. Sbor byl součástí armády vestfálského krále Jerôma, bratra Napoleona. Kníže byl se svým sborem účastníkem bitvy u Smolenska (18. srpna 1812) i bitvy u Borodina (7. září 1812) a vtáhl s Napoleonem do Moskvy (15. září 1812). Tam však zůstal jen dva dny a dále pronásledoval Rusy do oblasti Kalugy.

## Německé tažení abitva u Lipska. Smrt Poniatowského
Po přechodu Bereziny (26.–28. listopadu 1812) dotáhl Poniatowski přes Vilno (Vilnius) do Varšavy (13. prosince 1812). Okamžitě odjel do Krakova, kde začal formovat novou polskou armádu. Nabídku Pruska i Ruska (leden a únor 1813), aby se odvrátil od Napoleona opakovaně striktně odmítl. Armádu o 14 000 mužích připojil v červnu 1813 k Velké armádě, jako její VIII. sbor a sám byl postaven zcela na roveň francouzských maršálů. Během příměří společně s Napoleonem vtrhl do Drážďan. Při tažení k Lipsku tvořil jeho sbor zadní voj Velké armády. V bitvě u Lipska (16.–19. října 1813) tvořil VIII. sbor součást pravého křídla na jihu a jihovýchodu bojiště s centrem u osady Konnewitz. Již 16. října po vynikajícím taktickém vedení boje a projevu osobní statečnosti povýšil Napoleon knížete Jozefa Poniatowského do hodnosti maršála Francie. Při spořádaném ústupu z bojiště, byl Poniatowski velitelem zadního voje a kryl ústup hlavních sil armády. Předčasná destrukce mostu přes řeku Bílý Halštrov však odřízla cestu z bojiště. Již několikanásobně zraněný kníže zorganizoval naložení zraněných francouzských granátníků do člunu a odmítl nalodit se s nimi se slovy „Člověk má umřít statečně“. Pak se pokusil přeplavat řeku, ale v řece zahynul. Utopení není pravděpodobné – kůň doplaval na druhý břeh. Snad zemřel na selhání srdce, ale jsou i doklady, že Poniatowski přeplaval řeku, ale při brodění ke břehu byl zasažen několika kulemi do hrudníku a padl zpět do řeky.

## Pohřeb
Mrtvola byla nalezena rybáři až 24. října 1813 a byla vystavena v kostele svatého Jana na předměstí Lipska. Byla balzamována a pohřbena v hřbitovní kryptě u svatého Jana. Po převozu do Polska byly ostatky se souhlasem ruského cara uloženy 10. září 1814 v katedrále Svatého kříže v centru Varšavy a později převezeny do Krakova a od 22. července 1817 odpočívají v královské kryptě wawelské katedrály, kde kromě polských králů a královen je čestná hrobka největších mužů Polska – vlevo od vchodu Wladyslaw Sikorski, vpravo Poniatowski a vedle něho Tadeusz Kosciuszko a v poslední místnosti Józef Piłsudski. Roku 1829 byl dokončen jezdecký pomník Poniatowského dánským sochařem Bertelem Thorvaldsenem. Nacisty byl zničen, ale roku 1947 opět v Dánsku odlitý v původní formě a jako dar dánského lidu předán městu Varšavě. Dnes stojí na čestném nádvoří prezidentského paláce ve Varšavě.

## Rodina
Kníže Józef Poniatowski, zvaný „Le bel Prince Pepi“ („krásný kníže Pepi“), prožil nesčíslná milostná dobrodružství. Dlouho žil ve volném svazku s o 10 let starší milenkou Madame de Vauban. Nikdy se neoženil. Měl dva nemanželské syny, z nichž jeden vzešel z jeho vztahu s krásnou přítelkyní Sofií Czosnowskou, rozenou hraběnkou Potockou: Karol Józef Maurycy Poniatowski (* 18. prosince 1809 ve Varšavě, † 18. února 1855 v Tlemcenu, Alžírsko), vstoupil roku 1830 do francouzské armády a dopracoval se hodnosti generálmajora a důstojníka Čestné legie.

## Význam
Kníže Józef Antoni Poniatowski patří k největším postavám polské historie. Statečný, vzdělaný muž jemných mravů, který vzešel z jedné z předních rodin Polska, měl osobní kontakty s předními osobnostmi tehdejší politiky a moci (carevna Kateřina II., car Pavel I., car Alexandr I., císař Josef II., císař František I., pruský král Fridrich Vilém III., saský král Fridrich August, císař Napoleon a dalšími osobnostmi francouzského státu a armády aj.). Všechny jeho činy byly diktovány jeho nezměrnou láskou k jeho polské vlasti, pro kterou se přimkl k Francii a přestože se korouhev dějinného vývoje otočila, zůstal věrný svým zásadám a danému slovu. Šlechtic rodem, duchem, vystupováním i morálkou je dodnes symbolem polsko-francouzských přátelských vztahů. Jako statečný voják, chladnokrevný velitel, vynikající taktik i stratég patří Poniatowski k nejsvětlejším osobnostem napoleonského období.